# Манойло, Фёдор Никитич
Фёдор Никитович Манойло (1913—1972) — советский государственный и хозяйственный деятель.

## Биография
Родился в 1913 году в Приморском крае. Член КПСС с 1939 года.
Трудовую деятельность начал в 1929 году рабочим в Уссурийске. После окончания финансового техникума во Владивостоке — на ответственных должностях в банковском деле и финансах Хабаровского края и Латвийской ССР, министр финансов Латвийской ССР, 1-й заместитель министра финансов СССР, в 1970—1972 председатель правления Промстройбанка СССР.
Делегат XXIV съезда КПСС.
Умер в Москве в 1972 году.